# Hound Dog
«Hound Dog» es una canción de blues de doce compases escrita por Jerry Leiber y Mike Stoller y grabada por Willie Mae "Big Mama" Thornton en 1952. 
Sin embargo, aún habiéndose grabado unas 250 veces por diferentes artistas, la versión más famosa es la de julio de 1956 cantada por Elvis Presley. 
En la voz de Elvis, Hound Dog, que a veces ha sido traducido en países hispanoparlantes como "perro feróz"  y también "perro de caza"  alcanzó el puesto # 2 en el Top 10 del chart de Reino Unido y constituye con más de 10 millones de copias de discos vendidos, uno de los mayores éxitos comerciales de Elvis luego de It's now or never.En la actualidad el sencillo es cuádruple platino. 

## Composición
La composición del tema ha resultado ser el centro de controversias, problemas legales, disputas por regalías e incluso de infringir en el copyright por parte de compositores o intérpretes que realizaron canciones de respuesta al tema en cuestión. 
El 12 de agosto de 1952, el líder de la banda de R&B Johnny Otis invitó a los compositores Jerry Leiber y Mike Stoller, de 19 años, a su casa para conocer al cantante de blues Willie Mae "Big Mama" Thornton.  Thornton había firmado con Peacock Records, con sede en Houston, de "Diamond" Don Robey, el año anterior, y después de dos sencillos fallidos, Robey había reclutado a Otis para revertir su suerte.  Luego de escuchar a Thornton ensayar varias canciones, los compositores Leiber y Stoller "forjaron una melodía que se adaptaba a su personalidad: brusca y ruda". 
En una entrevista en Rolling Stone en abril de 1990, Stoller dijo: "Era una maravillosa cantante de blues, con un gran estilo de gemidos. Pero fue tanto su apariencia como su estilo de blues lo que influyó en la escritura de 'Hound Dog' y la idea. que queríamos era que ella lo gruñera".  Leiber recordó:"La canción, un lamento del blues sureño,[ es "la historia de una mujer que echa a un gigoló de su casa y de su vida". 

## Versión de Elvis Presley

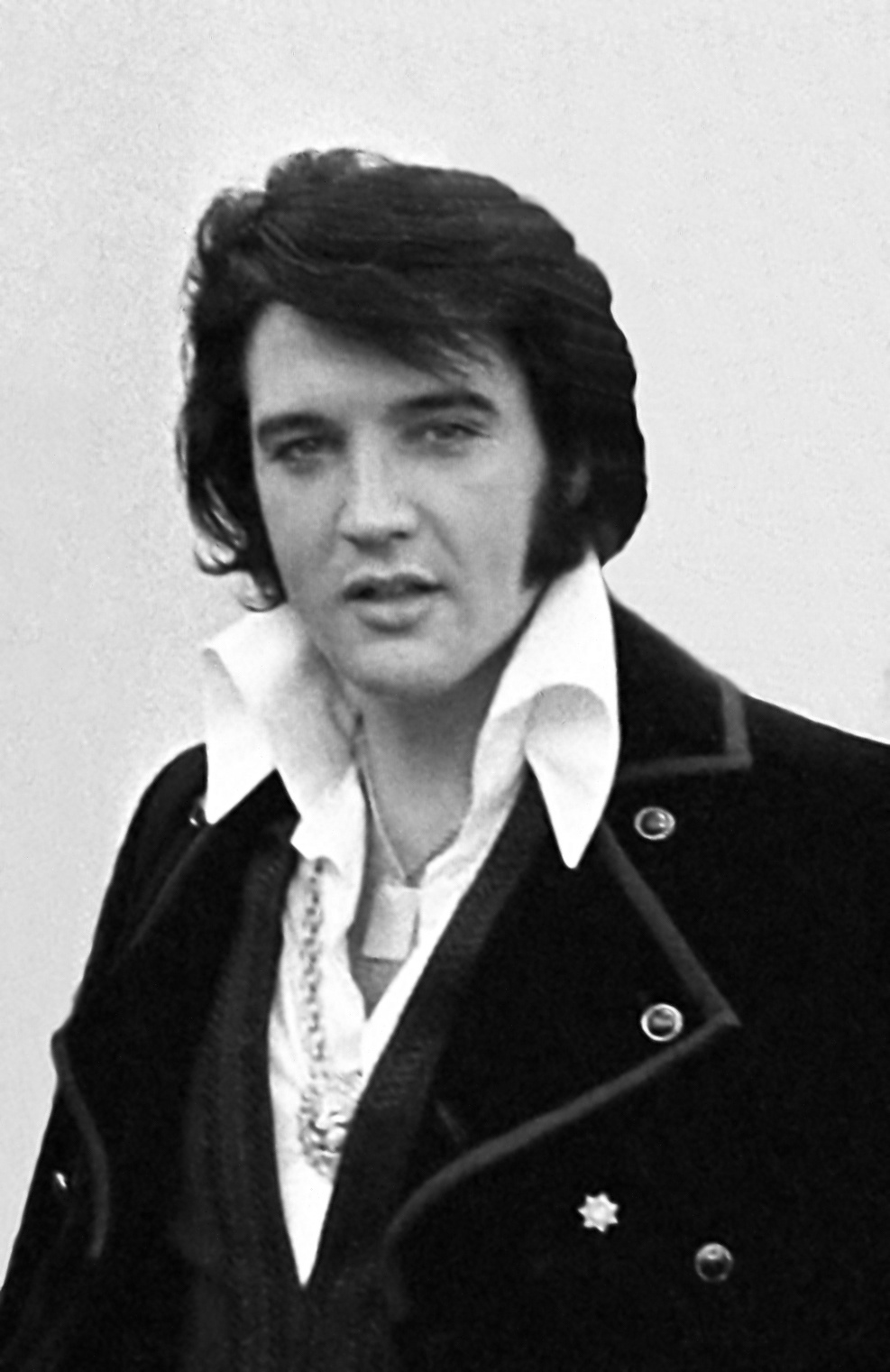
Una imagen recortada y retocada que muestra un retrato de Elvis Presley, 1970.

Antes de grabar la canción formalmente, Elvis ya la había incluido en su repertorio, experimentando con el sonido y ritmo de la misma de diversas maneras. Hizo una primera interpretación durante el concierto en Ellis Auditorium de Memphis ante unas 7.000 personas. 
Luego, ante las cámaras con una difusión a nivel nacional, hizo otra interpretación de ésta durante su presentación televisiva en el programa de Milton Berle conocido como "Milton Berle Show" el 5 de junio de 1956 donde Elvis comenzó en ritmo de rock and roll para terminarla en blues, acompañándose de una amplia gama de sensuales movimientos corporales. El show fue visto en ese momento por 40.000.000 de televidentes. Tras esa presentación que le valieron el mote de "Elvis la pelvis",  además de todo tipo de críticas negativas por parte de los directivos más reacios de la NBC que veían a Elvis como un delincuente juvenil e incluso la iglesia emitió un comunicado llamando a "tener cuidado con Elvis" su próxima interpretación de Hound Dog sería en el show de Steve Allen. 
Detrás de escena Elvis se encontró con la actriz Debra Paget, su futura compañera en la película Love me tender estrenada ese mismo año, y con Irish McCalla, famosa en aquel entonces por su papel de la reina de la selva Sheena, con la cual Elvis tuvo una serie de fotos.   Ed Sulivan declaró que nunca llevaría a Elvis a su show luego de saber de su coreográfica actuación.
Elvis ya había firmado por anticipado el contrato para presentarse al show de Allen y cuando los directivos de la NBC vieron su actuación en el show de Milton Berle, hicieron todo lo posible para que Allen cancelase el contrato con Presley, pero el conductor logró convencerlos de que él podría controlar el show para que no resultara chocante a la audiencia más conservadora. De esa manera de llegó al acuerdo de que Elvis aceptara la parodia de vestirse de smokin y cantarle el tema a un perro Basset Hound. En ambos shows Elvis no tocó su guitarra acústica y todo el acompañamiento estuvo a cargo de los tres músicos que formaban parte de su banda, Scotty Moore en guitarra, Bill Black en contrabajo y D.J. Fontana en batería, generándose algo de vacío instrumental durante algunas partes del tema. Para ese entonces Presley y los suyos habían incorporado cambios al tema que escucharan por primera vez en Las Vegas y ahora contenía solos de guitarra y un redoble de tambor en cada final de estrofa y estribillo. 
La versión de Hound Dog de Presley en el show de Steve Allen fue mucho más simplificada en cuanto a duración. Pese a que la audiencia y el mismo Elvis se mostraron alegres en el show, Elvis consideró ese momento como el más ridículo de toda su carrera. 
A pesar de sus previas declaraciones, cuando Ed Sullivan vio la enorme popularidad que Elvis iba ganando y con Hound Dog ya grabada y puesta en el mercado, tomando posiciones en diversas listas de los charts, Sullivan contrató a Elvis para aparecer en tres oportunidades en su show televisivo, donde Elvis interpretó en todos ellos Hound Dog entre otras canciones de su haber. El contrato de Sullivan por dichas actuaciones era de US$ 30.000. 

### Grabación
El 2 de julio de 1956, la mañana siguiente del show de Steve Allen, Elvis se reunió junto a su banda y The Jordanaires en el estudio de la RCA de New York para grabar formalmente Hound Dog. En un comienzo Elvis no pensaba grabar ese tema que consideraba tenerlo en su repertorio solo para cantarlo en vivo en su estilo más blusero. El estudio le había sido cedido al productor Stephen H. Sholes quien argumentó que "los fans tenían tan identificada a la canción Hound Dog con Elvis, que desearían tener una versión grabada de sus shows standards".  Sin embargo Elvis tenía en mente grabarla de manera diferente, evitando el vacío instrumental y el eco rockabilly. Pese a que Sholes estaba a cargo del estudio y que figuraría en los créditos como el productor, fue Ellvis quien asumió el control absoluto de la grabación, realizando unas 31 tomas de ésta  hasta lograr el sonido que estaba buscando, mucho más dinámico y con más contenido sonoro que las versiones anteriores, incluyendo en su toma definitiva a The Jordanaires en los coros y percusivos aplausos 
De esa misma sesión de grabación Elvis también realizaría la popular canción Don't be cruel de Otis Blackwell, a la que Elvis modificó compartiendo créditos de composición, y Any way you love me. 

#### Músicos
Elvis Presley  (voz)
The Jordanaires (coros y aplausos)
Scotty Moore (guitarra)
Bill Black (contrabajo)
D.J. Fontana (batería)

## Letra
La letra es una metáfora acerca de una muchacha que se comporta como una perra de caza acorde a su novio, el cual de forma irónica le dice que se la pasa llorando todo el tiempo,  algo que es típico del comportamiento de los perros de la raza Basset Hound que suelen aullar lastimosamente a menudo  al cual hace alusión la canción, pero que de alguna manera y a diferencia de estos canes, ella nunca ha atrapado un conejo y tampoco es su amiga. 
You ain't nothin' but a hound dog
Cryin' all the time
Well, you ain't never caught a rabbit

And you ain't no friend of mine
Por otra parte el narrador se siente sorprendido por el comportamiento de la persona aludida y una vez más vuelve a trazar un paralelismo entre lo que es una perra de caza de buena raza y una mujer que se dice ser de buena clase pero no se comporta como tal y una vez más vuelve a recordarle que existe una diferencia entre un perro de caza y su comportamiento 
When they said you was high classed

Well, that was just a lie

## Otras interpretaciones
Luego de Elvis Presley, varios artistas hicieron su interpretación de la canción, entre las cuales destacan la de Little Richard en el álbum "Little Richard is back" el cual la interpreta en ritmo de rhythm blues, la de Jimmi Hendrix en su álbum "Radio one", la de John Lennon en vivo en el Madison Square Garden en 1972 donde en un pasaje de la canción expresó su admiración por Elvis con la frase "Elvis I love you" incluída en su álbum en vivo Live in New York Cirty, y la de Bruce Springsteen de 1989. 

## En la cultura popular
Desde los años 70, "Hound Dog" ha aparecido en varias películas, como American Graffiti, Grease,  Forrest Gump, Lilo y Stitch e Indiana Jones y el reino de la calavera de cristal. 
En 2004 la versión de Presley fue ubicada en el puesto número 19 de las 500 mejores canciones de todos los tiempos según la revista Rolling Stone. En 2021, en una reedición de aquella lista, la versión original de Big Mama Thornton fue ubicada en el puesto 318, mientras que la de Presley fue retirada de la selección.
La canción ha formado parte de las bandas sonoras de las películas de la franquicia de Lilo y Stitch bien sea en la película animada original Lilo y Stitch de 2002 y la versión live action de la misma en 2025,